# شهرستان باوفنگ
شهرستان باوفنگ (به لاتین: Baofeng County) یک منطقهٔ مسکونی در چین است که در پینگدینگشان واقع شده‌است.